# 시키온

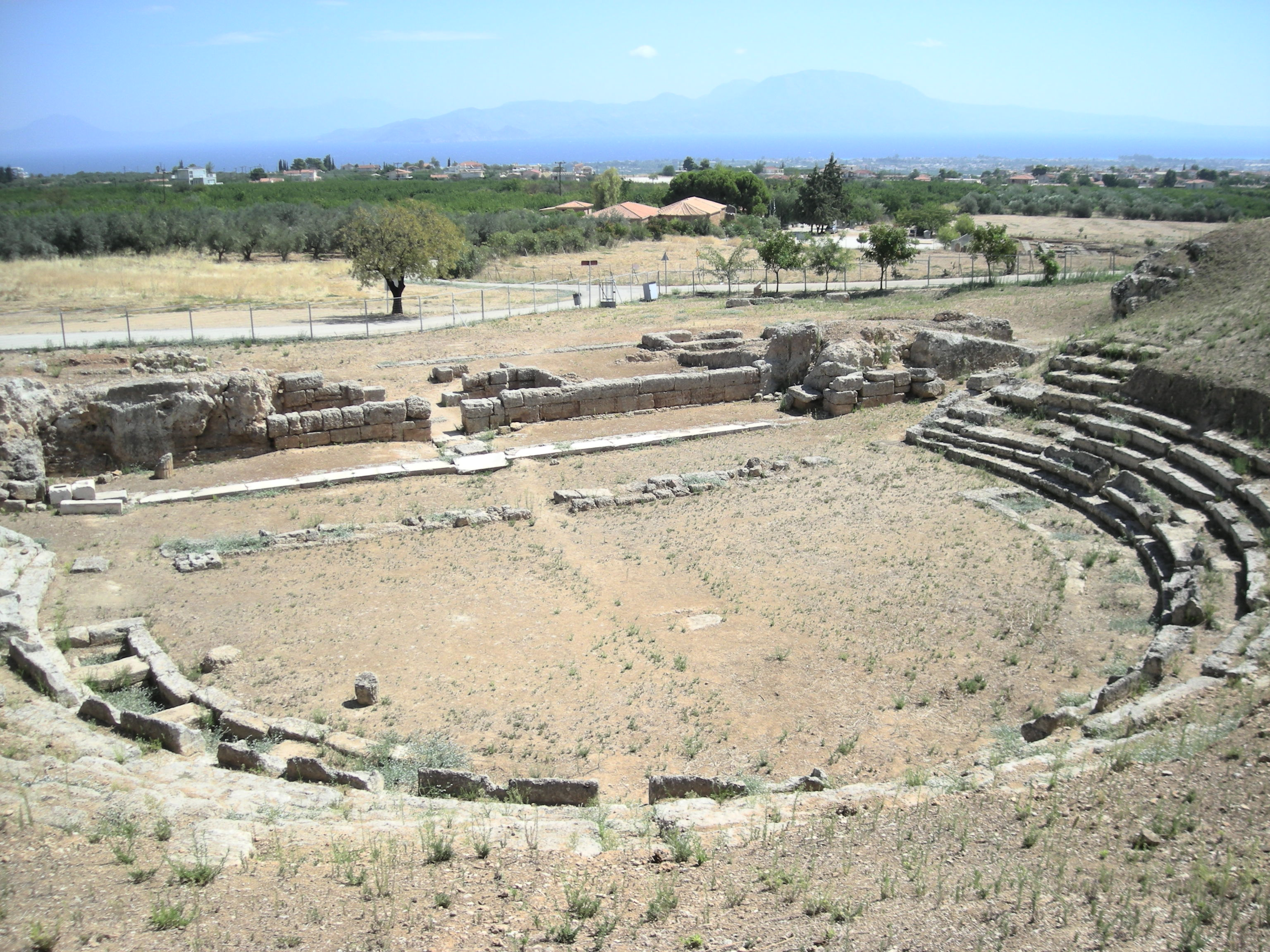

시키온(고대 그리스어: Σικυών, Sicyon)은 고대 그리스의 도시 국가이다. 코린토스와 아카이아 사이의 펠로폰네소스반도 북부에 현재의 코린티아의 지역 단위로 위치해 있었다.

## 역사
시키온은 코린트만에서 약 2 마일 떨어진 낮은 삼각 고원에 세워졌다. 도시와 항구 사이에는 올리브 나무와 과수원이 있는 비옥한 평야가 있었다. 그리스 마케네 시절에 시키온은 26명의 신화적인 왕에 의해 통치를 받았고, 그 이후에는 7명의 아폴로 신전의 성직자가 통치를 했다.